# División de Honor femenina de balonmano 2020/21
Die División de Honor femenina de balonmano 2020/21 war die 64. Spielzeit der höchsten Spielklasse im spanischen Frauenhandball. Nach dem Hauptsponsor wurde sie Liga Guerreras Iberdrola genannt. Der Verband RFEBM war Ausrichter der Meisterschaft, Super Amara Bera Bera wurde spanischer Meister.

## Modus
16 Teams traten in der Saison 2020/21 an. In der ersten Phase spielten die Teams in zwei Gruppen. Die Teams auf den Plätzen 1 bis 4 der beiden Gruppe spielten anschließend in einer Gruppe um die Meisterschaft, die Teams auf den Plätzen 5 bis 8 der beiden Gruppen der Phase 1 spielten in einer Gruppe um den Klassenerhalt; die vier schlechtesten Teams dieser Gruppe stiegen anschließend in die zweite Liga ab. Die Ergebnisse aus Phase 1 wurden mit in die jeweilige zweite Runde genommen.
Bera Bera gewann auch diese Spielzeit, es war der siebte Titel des Vereins.

## Saisonverlauf

### Phase 1

#### Gruppe A
| | Team                               | Punkte | Spiele | G  | U | V  | ET  | GT  | Diff. |
| -------------------------------------------------------------------------------------------------- | ---------------------------------- | ------ | ------ | -- | - | -- | --- | --- | ----- |
| 1                                                                                                  | Super Amara Bera Bera              | 26     | 14     | 12 | 2 | 0  | 437 | 293 | 144   |
| 2                                                                                                  | Mecalia Atlético Guardes           | 22     | 14     | 11 | 0 | 3  | 377 | 314 | 63    |
| 3                                                                                                  | Rincón Fertilidad Málaga           | 20     | 14     | 9  | 2 | 3  | 401 | 309 | 92    |
| 4                                                                                                  | Aula Alimentos de Valladolid       | 18     | 14     | 9  | 0 | 5  | 416 | 360 | 56    |
| 5                                                                                                  | Zubileta Evolution Zuazo           | 13     | 14     | 6  | 1 | 7  | 363 | 357 | 6     |
| 6                                                                                                  | Cicar Lanzarote Ciudad de Arrecife | 9      | 14     | 4  | 1 | 9  | 302 | 365 | −63   |
| 7                                                                                                  | Uneatlántico Pereda                | 4      | 14     | 2  | 0 | 12 | 306 | 409 | −103  |
| 8                                                                                                  | Lanzarote-Puerto del Carmen        | 0      | 14     | 0  | 0 | 14 | 266 | 461 | −195  |
| Quelle: Federación Española de Balonmano: Clasificación de la División de Honor Femenina - Grupo A |                                    |        |        |    |   |    |     |     |       |

Legende:

#### Gruppe B
| | Team                               | Punkte | Spiele | G  | U | V  | ET  | GT  | Diff. |
| -------------------------------------------------------------------------------------------------- | ---------------------------------- | ------ | ------ | -- | - | -- | --- | --- | ----- |
| 1                                                                                                  | KH-7 BM. Granollers                | 23     | 14     | 11 | 1 | 2  | 382 | 320 | 62    |
| 2                                                                                                  | Rocasa Gran Canaria                | 23     | 14     | 11 | 1 | 2  | 367 | 317 | 50    |
| 3                                                                                                  | Elche Visitelche.com               | 20     | 14     | 10 | 0 | 4  | 363 | 304 | 59    |
| 4                                                                                                  | Liberbank Gijón                    | 16     | 14     | 7  | 2 | 5  | 340 | 350 | −10   |
| 5                                                                                                  | Balonmano Salud Tenerife           | 11     | 14     | 4  | 3 | 7  | 347 | 382 | −35   |
| 6                                                                                                  | Conservas Orbe Rubensa BM. Porriño | 9      | 14     | 4  | 1 | 9  | 332 | 358 | −26   |
| 7                                                                                                  | Club Balonmano Morvedre            | 6      | 14     | 2  | 2 | 10 | 316 | 368 | −52   |
| 8                                                                                                  | Adesal Córdoba                     | 4      | 14     | 1  | 2 | 11 | 331 | 379 | −26   |
| Quelle: Federación Española de Balonmano: Clasificación de la División de Honor Femenina - Grupo B |                                    |        |        |    |   |    |     |     |       |

Legende:

### Meisterschaftsrunde
| | Team                         | Punkte | Spiele | G  | U | V  | ET  | GT  | Diff. |
| --- | ---------------------------- | ------ | ------ | -- | - | -- | --- | --- | ----- |
| 1 | Super Amara Bera Bera        | 27     | 14     | 13 | 1 | 0  | 419 | 317 | 102   |
| 2 | Mecalia Atlético Guardés     | 19     | 14     | 9  | 1 | 4  | 347 | 348 | −1    |
| 3 | Rocasa Gran Canaria          | 15     | 14     | 7  | 1 | 6  | 362 | 357 | 5     |
| 4 | Aula Alimentos de Valladolid | 13     | 14     | 6  | 1 | 7  | 396 | 389 | 7     |
| 5 | BM Elche visitelche.com      | 12     | 14     | 5  | 2 | 7  | 320 | 319 | 1     |
| 6 | KH-7 Bm. Granollers          | 12     | 14     | 5  | 2 | 7  | 367 | 384 | −17   |
| 7 | Rincón Fertilidad Málaga     | 10     | 14     | 4  | 2 | 8  | 358 | 350 | 8     |
| 8 | Liberbank Gijón              | 4      | 14     | 2  | 0 | 12 | 291 | 396 | −105  |
| Quelle: Federación Española de Balonmano: Clasificación de la División de Honor Femenina - Grupo Por el título; |                              |        |        |    |   |    |     |     |       |

Legende:

### Klassenerhaltsrunde
| | Team                               | Punkte | Spiele | G  | U | V  | ET  | GT  | Diff. |
| --- | ---------------------------------- | ------ | ------ | -- | - | -- | --- | --- | ----- |
| 1 | Conservas Orbe Rubensa BM. Porriño | 22     | 14     | 10 | 2 | 2  | 368 | 306 | 62    |
| 2 | Zubileta Evolution Zuazo           | 20     | 14     | 10 | 0 | 4  | 384 | 339 | 45    |
| 3 | Balonmano Salud Tenerife           | 20     | 14     | 9  | 2 | 3  | 364 | 341 | 23    |
| 4 | Club Balonmano Morvedre            | 15     | 14     | 7  | 1 | 6  | 336 | 337 | −1    |
| 5 | Adesal Córdoba                     | 15     | 14     | 6  | 3 | 5  | 353 | 336 | 17    |
| 6 | Cicar Lanzarote Ciudad de Arrecife | 14     | 14     | 6  | 2 | 6  | 303 | 322 | −19   |
| 7 | Uneatlántico Pereda                | 6      | 14     | 3  | 0 | 11 | 325 | 351 | −26   |
| 8 | Lanzarote-Puerto del Carmen        | 0      | 14     | 0  | 0 | 14 | 398 | 399 | −101  |
| Quelle: Federación Española de Balonmano: Clasificación de la División de Honor Femenina - Grupo por el descenso; |                                    |        |        |    |   |    |     |     |       |

Legende: